# ناگو–توربوله
ناگو-توربوله (به ایتالیایی: Nago-Torbole) یک کومونه در ایتالیا است که در ترنتینو واقع شده‌است. ناگو-توربوله ۲۸٫۴ کیلومتر مربع مساحت و ۲٬۴۳۴ نفر جمعیت دارد و ۶۵ متر بالاتر از سطح دریا واقع شده‌است.